# Газопереробний завод Ебла
Газопереробний завод Ебла — підприємство сирійської нафтогазової промисловості, розташоване на заході провінції Хомс.
Завод спорудила Ebla Petroleum Company, яка виступала компанією-оператором за концесійною угодою між Сирією та іноземним інвестором Petro-Canada (згодом придбана Suncor Energy).
Підприємство, що стало до ладу в 2010 році, отримує ресурс по трубопроводу Аш-Шаєр – Фурклюс. Воно може щодобово приймати 2,8 млн м3 газу та випускати 2,5 млн м3 товарного газу, 2,5 тисячі барелів газового конденсату та 100 тонн зрідженого нафтового газу (пропан-бутанова фракція).
Товарний газ може видаватись через трубопроводи Арак – Хомс – Зайзун, Омар II та Джбейсса – Хомс, які поблизу ГПЗ Ебла прямують в одному коридорі.
Під час громадянської війни 2010-х років завод жодного разу не потрапляв до рук повстанців, проте був вимушений призупинити роботу через втрату контролю над родовищем Аш-Шаєр. У 2017-му його знову ввели в дію з добовою потужністю у 1 млн м3 на добу, яку вже наступного року збиралися збільшити до 1,9 млн м3.
Можливо відзначити, що побіч з майданчиком ГПЗ Ебла розташований газопереробний завод SMAGP.